# Carnisser
Un carnisser o carner és una persona que té com a ofici sacrificar (no tots els carnissers sacrifiquen el bestiar) i vendre la carn de bestiar.
El piló, que serveix per a capolar-hi o tallar-hi carn és dit també soc al Rosselló i a l'Empordà.

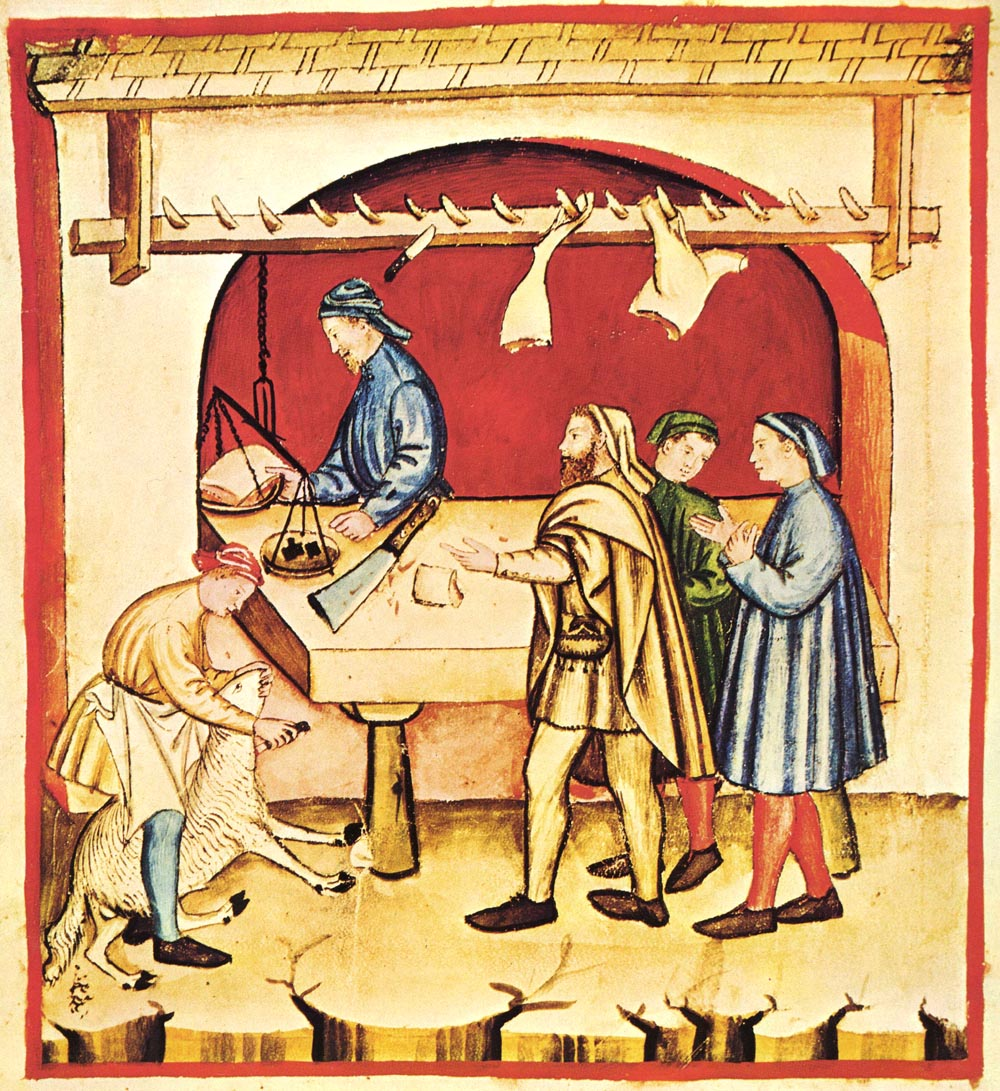
Il·lustració del Tacuinum sanitatis mostrant un carnisser del

En totes les ciutats de la Baixa Edat mitjana vivien diversos carnissers: a Girona, el 1388, n'hi havia 17; a Lleida, el 1429, 13. A Barcelona, al segle xiv, hi havia cinc carnisseries públiques: al maell major del Mercadal, al portal de la Boqueria, al maell de la Mar, al maell del Pont d'en Campderà i al call jueu.
A Mallorca, el col·legi dels carnissers es remunta als primers anys de la Conquesta cristiana, i les primeres constitucions conegudes són de 1346. El seu patró era sant Bartomeu, venerat a l'església del convent del Carme, i tenien la sala a l'edifici de l'antiga carnisseria, actualment la plaça d'en Coll, vora el carrer de la Carnisseria. De la capella del col·legi, presumiblement situada a l'església del Carme (avui desapareguda), procedeixen tota una sèrie de peces de gran valor escampades per diferents indrets: a l'altar major de la parròquia de Son Rapinya hi ha el retaule dels carnissers, i a Cort es conserven diverses taules, entre les quals una Mare de Déu Morta; també es diu que el Sant Crist que es conserva a la capella del Cementeri, atribuït a l'Adrià, pertangué al col·legi dels carnissers. El seu escut era un ca atacant un bou i, a dalt, un ganivet de carnisser.